# Paus Conon
Conon (gestorven Rome, 21 september 687) was paus van 21 oktober 686 tot aan zijn dood in 687.
Conon werd waarschijnlijk geboren in Thracië in Griekenland. Hij werd opgeleid op Sicilië.
De bejaarde priester Conon werd na de dood van paus Johannes V naar voren geschoven als compromiskandidaat. Zijn korte pontificaat kende weinig bijzonderheden. In de liber pontificalis wordt over hem vermeld dat hij niet het veilige gebruik volgde om raad te vragen bij de geestelijkheid voor benoemingen. Hij werd misleid door bedrieglijke personen en benoemde, ondanks het verzet van zijn raadgevers, een zekere Constantijn, een diaken, tot rector van het patrimonium Sicilië. Maar het duurde niet lang voordat deze 'geslepen en goddeloze man' in de problemen kwam. Zijn afperspraktijken leidden tot opstanden, waarop de gouverneur van de provincie moest ingrijpen en Constantijn liet opsluiten.
Hij wijdde de heilige Kilianus tot bisschop en droeg hem op in Franken het geloof te prediken.
Hij overleed, na een lange ziekte, op 21 september en werd begraven in de Sint-Pietersbasiliek.